# Gabriel Moiceanu

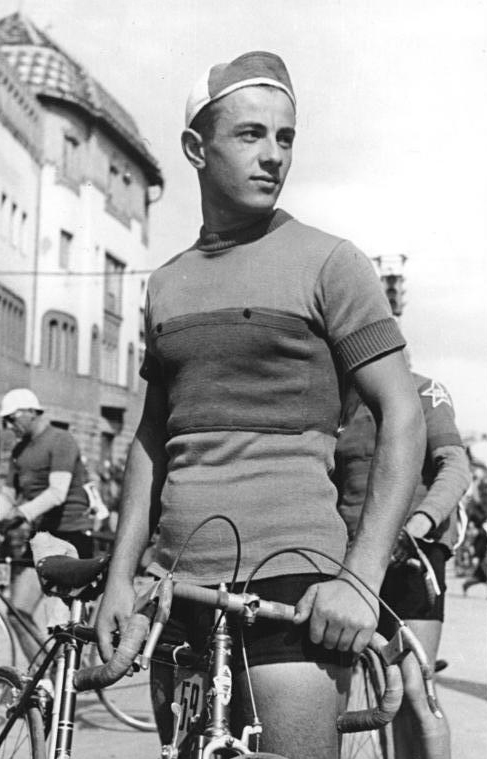
Gabriel Moiceanu, Friedensfahrt 1955

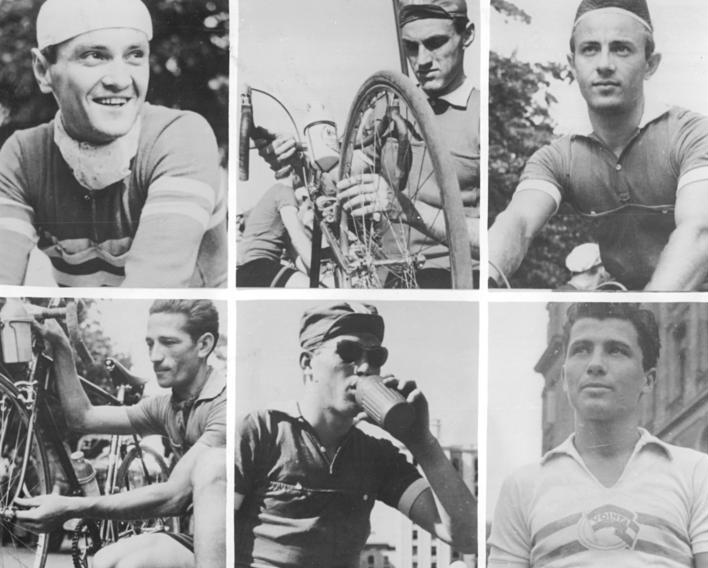
Die rumänische Friedensfahrtmannschaft; oben rechts Gabriel Moiceanu

Gabriel Moiceanu (* 12. August 1934 in Câmpulung, Kreis Argeș, Rumänien) ist ein ehemaliger rumänischer Radrennfahrer. Er erlernte den Beruf eines Fotografen. Moiceanu startete mehrfach bei den UCI-Straßen-Weltmeisterschaften, sowohl im Straßenrennen als auch im Mannschaftszeitfahren. Er gewann mehrere nationale Meistertitel im Straßenrennen, im Mannschaftszeitfahren, im Paarfahren sowie im Kriterium. 1968 wurde er Zweiter in der Marokko-Rundfahrt hinter dem Sieger Curt Söderlund.
Nach Ende seiner aktiven  Karriere war er einige Jahre Nationaltrainer der rumänischen Straßenfahrer.

## Erfolge
| Jahr | Erfolg | Rennen                                         |
| ---- | ------ | ---------------------------------------------- |
| 1954 | Sieger | Nationalmeisterschaft, Straße, Elite, Rumänien |
| 1956 | 2.     | Rumänien-Rundfahrt                             |
| 1956 | 3.     | 10. Etappe Friedensfahrt                       |
| 1957 | Sieger | Nationalmeisterschaft, Straße, Elite, Rumänien |
| 1958 | Sieger | Rumänien-Rundfahrt                             |
| 1959 | 2.     | Rumänien-Rundfahrt                             |
| 1959 | 3.     | 3. Etappe Friedensfahrt                        |
| 1959 | Sieger | 13. Etappe Friedensfahrt                       |
| 1960 | 125.   | Olympische Sommerspiele, Rom                   |
| 1961 | 2.     | Rumänien-Rundfahrt                             |
| 1961 | Sieger | 3. Etappe Friedensfahrt                        |
| 1961 | 3.     | 8. Etappe Friedensfahrt                        |
| 1962 | 3.     | 7. Etappe Friedensfahrt                        |
| 1963 | 3.     | 1. Etappe Milk Race                            |
| 1963 | 3.     | 2. Etappe Milk Race                            |
| 1964 | Sieger | 3. Etappe Friedensfahrt                        |
| 1964 | 2.     | 13. Etappe Friedensfahrt                       |
| 1964 | 57.    | olympisches Straßenrennen, Tokio               |
| 1966 | 2.     | Nationalmeisterschaft, Straße, Elite, Rumänien |
| 1967 | 2.     | Nationalmeisterschaft, Straße, Elite, Rumänien |
| 1967 | Sieger | 8. Etappe Rumänien-Rundfahrt                   |